# Heligmomerus barkudensis
Espèce
Synonymes
- Acanthodon barkudensis Gravely, 1921
- Idiops barkudensis (Gravely, 1921)

Heligmomerus barkudensis est une espèce d'araignées mygalomorphes de la famille des Idiopidae.

## Distribution
Cette espèce est endémique d'Inde. Elle se rencontre en Orissa et au Bengale-Occidental.

## Description
La femelle étudiée par Sen, Saha et Raychaudhuri en 2012 mesure 15,59 mm.

## Étymologie
Son nom d'espèce, composé de barkud[a] et du suffixe latin -ensis, « qui vit dans, qui habite », lui a été donné en référence au lieu de sa découverte, l'île Barkuda.

## Publication originale
- Gravely, 1921 : The spiders and scorpions of Barkuda Island. Records of the Indian Museum, vol. 22, p. 399-421 (texte intégral).